# *-álgebra
En matemáticas, más específicamente en álgebra abstracta, un *-álgebra (también conocida como álgebra involutiva o *-algebra en inglés) es una estructura matemática que consta de dos anillos involutivos {\displaystyle R} y {\displaystyle A}, donde {\displaystyle R} es conmutativo y {\displaystyle A} tiene la estructura de un álgebra asociativa sobre {\displaystyle R}. Las álgebras involutivas generalizan la idea de la conjugación en un sistema numérico, por ejemplo los números complejos y conjugación compleja, matrices sobre los números complejos y la conjugada traspuesta, y operadores lineales sobre un espacio de Hilbert y el Operador adjunto. Aun así, puede pasar que una álgebra no admite ninguna involución en absoluto.

## Definición

### *-Anillo
Un *-anillo es un anillo con una función {\displaystyle ^{*}:A\rightarrow A}, el cual es un  antiautomorphism y una involución. De una forma más precisa, dados {\displaystyle x,y\in A} se cumplen las condiciones
1. Linealidad: {\displaystyle (x+y)^{*}=x^{*}+y^{*}}.
2. Contravariante: {\displaystyle (xy)^{*}=y^{*}x^{*}}.
3. Idempotencia: {\displaystyle x^{**}=(x^{*})^{*}=x}.

Esto también puede ser llamado como anillo involutivo o anillo con involución. Note que si el anillo tiene unidad multiplicativa, digamos {\displaystyle 1_{A}}, entonces {\displaystyle 1_{A}=1_{A}^{*}}. 
Elementos tales que {\displaystyle x^{*}=x} son llamados auto-adjuntos.
También, es posible definir *-versiones de objetos algebraicos, como ideales y subanillos, con el requisito de ser *-invariante, por ejemplo si {\displaystyle I} es un ideal y  {\displaystyle x\in I} entonces si {\displaystyle x^{*}\in I} diremos que {\displaystyle I} es un *-ideal.

### *-Álgebra
Una *-álgebra {\displaystyle A}  es un *-anillo, con una involución * que es una álgebra asociativa sobre un *-anillo conmutativo {\displaystyle R} con involución {\displaystyle ^{\prime }}, tal que {\displaystyle (rx)^{*}=r^{\prime }x^{*}} para todo {\displaystyle r\in R} y {\displaystyle x\in A}. A menudo el anillo {\displaystyle R} corresponde a los números complejos (con {\displaystyle ^{\prime }} como conjugación compleja).
Sigue de los axiomas que * en {\displaystyle A} es antilineal en {\displaystyle R}, es decir,
{\displaystyle (\lambda x+\mu y)^{*}={\overline {\lambda }}x^{*}+{\overline {\mu }}y^{*}}  para todo {\displaystyle x,y\in A\,\,{\text{ y }}\,\,\lambda ,\mu \in R.}
Un *-homomorfismo {\displaystyle \varphi :A\rightarrow B}   es un homomorfismo de *-álgeras que es compatible con las involuciones de {\displaystyle A}  y {\displaystyle B} , es decir, {\displaystyle \varphi (x^{*_{A}})=\varphi (x)^{*_{B}}} para todo  {\displaystyle x\in A} (donde {\displaystyle ^{*_{A}}} y {\displaystyle ^{*_{B}}} son las involuciones de {\displaystyle A} y {\displaystyle B} respectivamente).

## Ejemplos
- Cualquier anillo conmutativo es un *-anillo con la involución trivial ({\displaystyle x^{*}=x} para todo {\displaystyle x\in A}).
- El ejemplo más familiar de un *-anillo y una *-álgebra sobre los reales {\displaystyle \mathbb {R} }, es el cuerpo de los números complejos {\displaystyle \mathbb {C} } dónde * es la conjugación compleja.
- Una extensión de cuerpos hecha al adjuntar una raíz cuadrada (como la unidad imaginaria {\displaystyle i={\sqrt {-1}}}) es una *-álgebra sobre el cuerpo original, considerado como un *-anillo trivial (involucón trivial). La involución * corresponde al cambio de signo de aquella raíz cuadrada.
- Cuaterniones, números complejos hiperbólicos y números duales. Note que ninguno de estos ejemplos es una álgebra compleja.
- Los cuaterniones de Hurwitz forman un *-anillo conmutativo.
- El álgebra de matrices {\displaystyle {\mathcal {M}}_{n\times n}(\mathbb {R} )}, donde * corresponde a la transposición.
- El álgebra de matrices {\displaystyle {\mathcal {M}}_{n\times n}(\mathbb {C} )}, donde * corresponde a la traspuesta conjugada.
- En el álgebra de los operadores lineales acotados  sobre un espacio de Hilbert {\displaystyle {\mathcal {H}}}, la operación * corresponde  al operador adjunto.

## Álgebras sin involución
No toda álgebra admite una involución (no trivial). Considerando las matrices  2×2  sobre los números complejos {\displaystyle {\mathcal {M}}_{2\times 2}(\mathbb {C} )},podemos tomar la siguiente subalgebra:
{\displaystyle {\mathcal {A}}:=\left\{{\begin{pmatrix}a&b\\0&0\end{pmatrix}}:a,b\in \mathbb {C} \right\}.}
Cualquier antiautomorfismo no trivial {\displaystyle \varphi _{z}:{\mathcal {A}}\rightarrow {\mathcal {A}}} necesariamente tiene la forma:
{\displaystyle \varphi _{z}\left[{\begin{pmatrix}1&0\\0&0\end{pmatrix}}\right]={\begin{pmatrix}1&z\\0&0\end{pmatrix}}\quad \varphi _{z}\left[{\begin{pmatrix}0&1\\0&0\end{pmatrix}}\right]={\begin{pmatrix}0&0\\0&0\end{pmatrix}},}
para cualquier número complejo {\displaystyle z\in \mathbb {C} }. Luego podemos ver que este antiautomorfismo falla en ser idempotente (esto es, {\displaystyle \varphi _{z}\circ \varphi _{z}=\varphi _{z}}):
{\displaystyle \varphi _{z}^{2}\left[{\begin{pmatrix}0&1\\0&0\end{pmatrix}}\right]={\begin{pmatrix}0&0\\0&0\end{pmatrix}}\neq {\begin{pmatrix}0&1\\0&0\end{pmatrix}}.}
de este modo concluimos que {\displaystyle {\mathcal {A}}} no admite involución alguna.